# Băneasa (Bucarest)

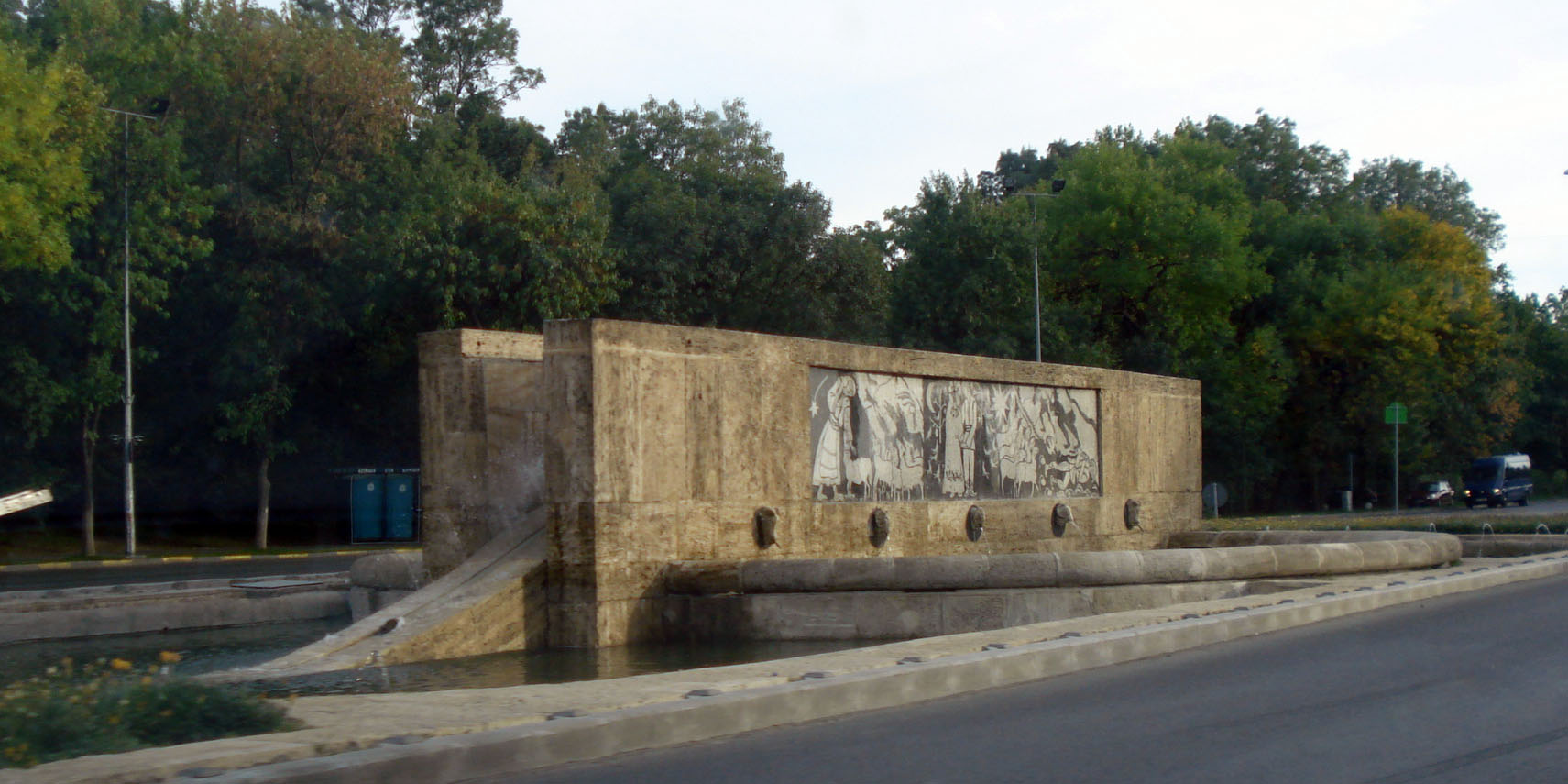
Fontana Miorita (Fântâna Mioriţa), architettura di Octav Doicescu, mosaici di Miliţa Petraşcu

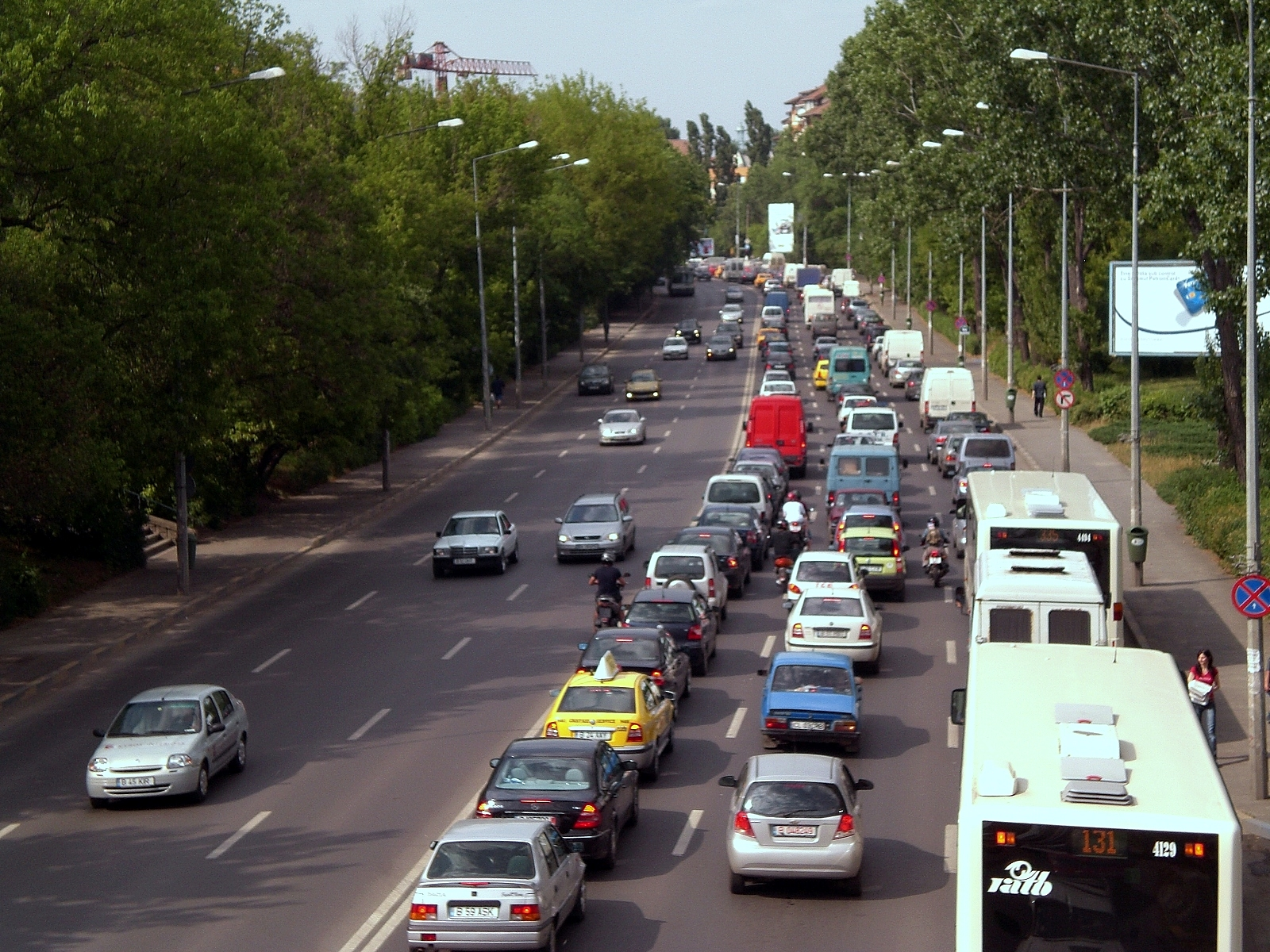
Traffico a Băneasa

Băneasa è un quartiere a nord di Bucarest, nelle vicinanze dell'omonimo lago (0,45 km²). Appartiene al Settore 1 (settore amministrativo) del municipio.
Il quartiere, ex area metropolitana, con all'interno l'aeroporto Băneasa, è nato sul territorio dell'antica tenuta di Maria Bibescu, contessa di Montesquiou Fezensac, la zia del principe George Valentin Bibescu.
Nel quartiere si trovano:
- l'aeroporto Băneasa;
- la Villa in Strada (Vila de la Șosea), al numero 4 in Via Ion Ionescu de la Brad, ex-residenza del professore Nae Ionescu e del Maresciallo Antonescu (menzionata nei scritti di Mircea Eliade)
- la sede del Partito Socialdemocratico (Partidul Social Democrat - PSD)
- Villa Minovici (Vila Minovici), conosciuta anche con il nome di Villa con i campanelli (Vila cu clopoţei), con il suo giardino e le costruzioni adiacente, oggi sede del Museo d'Arte Popolare Nicolae Minovici (Muzeul de Artă Populară Prof. Dr. Nicolae Minovici);
- la Fontana Miorita (Fântâna Mioriţa) inaugurata in occasione della mostra Il Mese di Bucarest (Luna Bucureștilor) nel 1936;
- i 3 ponti sulla ferrovia: Băneasa 1, Băneasa 2 e Băneasa 3
- la tomba di Jules Dufour, ex amministratore della tenuta Băneasa/Montesquiou e di sua moglie Hortense, nel cimitero Băneasa;
- la Chiesa di San Nicola (Biserica Sf. Nicolae), fondata da Elena Văcărescu nel 1792
- la Casa Pinca e le ex stalle dei cavalli da corsa, al n° 9 del Corso dell'Aeroporto (Bulevardul Aerogării), vecchia sede della polizia a cavallo nel periodo comunista, oggi sede di una società edile.